# Carlos Mina
Carlos Andrés Mina Caicedo (Guayaquil, 10 de octubre de 1992) es un boxeador ecuatoriano.
Participó en la categoría peso semipesado en el torneo de Boxeo en los Juegos Olímpicos de Río de Janeiro 2016.

## Biografía
Nació en Guayaquil, residió en esa ciudad hasta los 6 años, luego emigró a San Lorenzo y 2 años después, a Quito donde Compite por Pichincha. María Rosa Mina Caicedo, oriunda de San Lorenzo, no contó con la ayuda del padre de Carlos, quien no lo reconoció. Para vivir, doña María ha trabajado vendiendo cocadas, comida o lavando ropa. Carlos es el cuarto de 9 hijos. Además de él, triunfa en el deporte su hermano mayor, Nixon Mina, quien es baloncestista. En la actualidad Luis David (17 años) está en Quito probándose como futbolista. Jeanthes Space es el nombre artístico de Carlos Mina, quien como púgil ganó la medalla de oro en los Juegos Bolivarianos Trujillo 2013 y pelea con el equipo Guerreros de México en la Serie Mundial.

## Carrera deportiva

### Torneo internacional Memorial Liventsev
Carlos Mina fue parte de la preselección ecuatoriana que disputó el torneo internacional de boxeo «Memorial Liventsev», que se desarrolló en febrero de 2016, en la ciudad de Minsk, Bielorrusia. 
Mina derrotó al púgil bielorruso Dimitry Bandorenko, al ruso Dariel Pocharmin, al armenio Nikol Arutyunov y al también bielorruso Sergey Novikov —en la final—, todos por decisión unánime (3-0), ganando la medalla de oro en su categoría peso semipesado.
El tricolor Carlos Mina venció en sus dos primeros combates para avanzar hasta los cuartos de final de los 81 kg. Foto: AFP.
Desde la justa olímpica de Londres 1948, el COI empezó a premiar con un diploma a los atletas que terminaban en las posiciones cuarta, quinta y sexto, mientras que a partir de Los Ángeles 1984, el reconocimiento alcanza al séptimo y octavo lugar.
La información y el contenido multimedia, publicados por la Agencia de Noticias Andes, son de carácter público, libre y gratuito. Pueden ser reproducidos con la obligatoriedad de citar la fuente.

### Torneo preolímpico de Argentina de 2016
Mina, en la división de los 81 kg, logró derrotar 3-0 al nicaragüense Omar Bravo, en su debut en el torneo preolímpico de boxeo disputado en la ciudad de Buenos Aires. En octavos de final superó también por 3-0 al canadiense Petru Bolun y logró clasificarse a las semifinales. El boxeador ecuatoriano Carlos Mina puede dar hoy un paso más al sueño olímpico si gana su pelea de cuartos de final en el torneo Preolímpico de las Américas que se disputa en Buenos Aires, Argentina, y que otorga la clasificación a 30 de los 241 pugilistas de 34 países que pugnan por un cupo.
El esmeraldeño, quien compite en la categoría de los 81 kilogramos, llega con el antecedente de haber aplastado 3-0 en su pelea previa al nicaragüense Osmar Bravo. Pero no es el único ecuatoriano en el torneo.
El colombiano Juan Carlos Carrillo fue el rival de semifinales de Mina, a quien derrotó por decisión unánime 3-0, dominando el combate de principio a fin. Con el triunfo, Mina aseguró su clasificación a los Juegos Olímpicos de Río de Janeiro 2016.
Tras la obtención de su pase olímpico, Mina disputó la final del torneo preolímpico ante el venezolano Albert Ramírez, quien en la otra fase semifinal había eliminado al estadounidense Jonathan Esquivel. Mina volvió a imponerse en el cuadrilátero por 3-0.
La cadena internacional BBC contó que de acuerdo con la organización de la primera olimpiada suramericana, se crearon 37.347 diplomas de premiación hechos en papel afiligranado de la Casa de la Moneda de Brasil con el sello FSC, que es una garantía de que el papel proviene de madera legal.
la cadena internacional BBC contó que de acuerdo con la organización de la primera olimpiada suramericana, se crearon 37.347 diplomas de premiación hechos en papel afiligranado de la Casa de la Moneda de Brasil con el sello FSC, que es una garantía de que el papel proviene de madera legal.

### Juegos Olímpicos de Río de Janeiro 2016
Mina fue parte de la delegación ecuatoriana que participó en los Juegos Olímpicos de Río de Janeiro 2016. Participó en la categoría 81 kg (peso mediopesado) del torneo de boxeo.
Carlos Mina, el último boxeador ecuatoriano que seguía con vida en los Juegos Olímpicos de Río, fue eliminado este domingo por el francés Mathieu Bauderlique, en la pelea por los cuartos de final de los 81 kilogramos. Con este resultado Bauderlique avanzó a la semifinal de la competencia de semipesados 81kg, donde se medirá al cubano Julio La Cruz, quien eliminó al brasileño Michel Borges.
El debut de Mina fue ante el alemán Serge Michel, el 8 de agosto de 2016, a quien ganó por decisión unánime (0-3) con un resultado de 29 a 28. Tras esta victoria, Mina pudo clasificarse dentro de los 16 mejores y competir en la segunda ronda clasificatoria.
El 10 de agosto en la ronda de 16, el ecuatoriano se enfrentó al irlandés Joe Ward, el cual no había luchado en la ronda previa al clasificar directo. La pelea fue más pareja, tanto así que Mina logró derrotar a su oponente con dos votos contra uno de los jueces. Mina clasificó a los cuartos de final del torneo.
La pelea en los cuartos de final se disputó el 14 de agosto ante el francés Mathieu Bauderlique, quien es boxeador profesional. Bauderlique derrotó a Mina por nocaut técnico, quedando este eliminado de los Juegos Olímpicos.
El ecuatoriano Carlos Andrés Mina consiguió la medalla de oro en el Campeonato Clasificatorio de boxeo para los Juegos Panamericanos Toronto 2015 que se disputó en Tijuana, México, y con ello confirmó su presencia en la cita canadiense.Tras el evento, la Confederación Americana de Boxeo confirmó la lista de boxeadores clasificados a Toronto 2015, se destacó Mina como primero de su categoría y su compatriota Segundo Padilla, quien terminó quinto en los 56 kg. Así argentina logró clasificar a 7 boxeadores y así logró su medalla de oro . Él es uno de los representantes en las olimpiadas 2016 en el boxeo peso mediano quedando en un puesto más o menos bien ya que se eliminó en los cuartos de la competencia internacional quedando tipo por el 5 puesto.